# 原村 (広島県賀茂郡)
原村（はらむら）は、広島県賀茂郡にあった村。現在の東広島市八本松町原にあたる。

## 地理
- 河川：温井川[1]

## 歴史
- 1889年（明治22年）4月1日、町村制の施行により、賀茂郡原村が単独で村制施行し、原村が発足[1][2]。大字は原の1大字のみ編成[1]。
- 1945年（昭和20年）広島市から広島少年院移転[1]。
- 1956年（昭和31年）9月1日、賀茂郡川上村、吉川村と合併し、町制施行し八本松町を新設して廃止された[1][2]。合併後、八本松町大字原となる[1]。

### 地名の由来
かつて存在した仮称「西条湖」の跡の「原」から出たとされる。

## 産業
- 農業、窯業[1]

## 陸軍施設
- 1878年（明治11年）広島鎮台、平五郎原を演習場とする[1]。第二次世界大戦後、イギリス連邦第一線部隊の教育学校として使用[1]。現在、陸上自衛隊原村演習場[1]。

## 教育
- 1916年（大正5年）原尋常高等小学校（現東広島市立原小学校）開校[1]。
- 1947年（昭和22年）原村吉川村郷田村組合立三和中学校開校（その後統合され現東広島市立八本松中学校）[1]。

## 名所・旧跡・観光地
- 槌山城（東広島市指定史跡）[1]